# Para-Leichtathletik-Europameisterschaften 2018/Medaillenspiegel
Medaillenspiegel der 6. Para-Leichtathletik-Europameisterschaften in Bydgoszcz nach 182 von 182 Entscheidungen.

## Medaillenspiegel (lexikographisch)
Die Platzierungen sind in dieser Tabelle nach der Anzahl der gewonnenen Goldmedaillen sortiert, gefolgt von der Anzahl der Silber- und Bronzemedaillen (lexikographische Ordnung). Weisen zwei oder mehr Länder eine identische Medaillenbilanz auf, werden sie alphabetisch geordnet auf dem gleichen Rang geführt.
| Medaillenspiegel | Medaillenspiegel | Medaillenspiegel | Medaillenspiegel | Medaillenspiegel | Medaillenspiegel |
| Platz            | Land             | G                | S                | B                | TL               |
| ---------------- | ---------------- | ---------------- | ---------------- | ---------------- | ---------------- |
| 1                | Polen            | 26               | 15               | 20               | 61               |
| 2                | Großbritannien   | 20               | 14               | 16               | 50               |
| 3                | Ukraine          | 19               | 22               | 8                | 49               |
| 4                | Frankreich       | 17               | 13               | 9                | 39               |
| 5                | Deutschland      | 14               | 19               | 9                | 42               |
| 6                | Spanien          | 8                | 13               | 7                | 28               |
| 7                | Schweiz          | 8                | 5                | 10               | 23               |
| 8                | Finnland         | 8                | 4                | 2                | 14               |
| 9                | Portugal         | 7                | 7                | 3                | 17               |
| 10               | Italien          | 6                | 3                | 8                | 17               |
| 11               | Irland           | 6                | 0                | 3                | 9                |
| 12               | Türkei           | 5                | 6                | 8                | 19               |
| 13               | Lettland         | 5                | 1                | 1                | 7                |
| 14               | Niederlande      | 4                | 13               | 7                | 24               |
| 15               | Bulgarien        | 4                | 2                | 5                | 11               |
| 16               | Belarus          | 4                | 2                | 2                | 8                |
| 17               | Serbien          | 3                | 2                | 8                | 13               |
| 18               | Dänemark         | 3                | 2                | 2                | 7                |
| 19               | Österreich       | 3                | 2                | 0                | 5                |
| 20               | Griechenland     | 2                | 5                | 4                | 11               |
| 21               | Litauen          | 2                | 3                | 3                | 8                |
| 21               | Schweden         | 2                | 3                | 3                | 8                |
| 23               | Kroatien         | 2                | 2                | 4                | 8                |
| 24               | Belarus          | 2                | 2                | 2                | 6                |
| 25               | Norwegen         | 1                | 1                | 0                | 2                |
| 26               | Ungarn           | 1                | 0                | 3                | 4                |
| 27               | Tschechien       | 0                | 5                | 5                | 10               |
| 28               | Slowakei         | 0                | 2                | 1                | 3                |
| 29               | Aserbaidschan    | 0                | 2                | 0                | 2                |
| 29               | Luxemburg        | 0                | 2                | 0                | 2                |
| 29               | Zypern           | 0                | 2                | 0                | 2                |
| 32               | Island           | 0                | 1                | 3                | 4                |
| 33               | Montenegro       | 0                | 1                | 0                | 1                |
| 34               | Israel           | 0                | 0                | 3                | 3                |
| 35               | Rumänien         | 0                | 0                | 1                | 1                |
| Gesamt           |                  | 182              | 176              | 160              | 518              |